# Sân bay Châu Đốc
Sân bay Châu Đốc nằm ở thành phố Châu Đốc, tỉnh An Giang.
Sân bay có một đường băng dài 600m, dùng để phục vụ trong chiến tranh.
Hiện nay sân bay này trở thành trục đường chính của Khu dân cư Đông Nam Châu Đốc
Hình ảnh của sân bay vào năm 1972: https://www.flickr.com/photos/97930879@N02/14730126439
Tỉnh còn có hai sân bay: Sân bay Long Xuyên và Sân bay Thất Sơn, nhưng tất cả đang bị bỏ hoang. Chính phủ đang có đề án xây dựng sân bay thứ tư phục vụ hành khách: Sân bay An Giang, dự kiến đi vào hoạt động năm 2020.